# Evropské rekordy ve vzpírání
Tato stránka nabízí aktuální přehled evropských rekordů ve vzpírání. Evropská vzpěračská federace (EWF) registruje rekordy v trhu, nadhozu a olympijském dvojboji. Kromě seniorských rekordů jsou také oficiálně vedeny juniorské evropské rekordy (do 20 let) či mládežnické evropské rekordy (do 17 let).
Všechny platné rekordy byly stanoveny po 1. listopadu 2018, kdy byly dosud naposledy upraveny hmotnostní kategorie. Současně s tím byla úředně stanovena prozatímní „standardní“ hodnota evropských rekordů, podobně jako u rekordů světových.

## Seniorské evropské rekordy

### Muži
| Kategorie  | Disciplína | Výkon  | Držitel           | Datum stanovení   | Místo stanovení        |
| ---------- | ---------- | ------ | ----------------- | ----------------- | ---------------------- |
| Do 55 kg   | Trh        | 133 kg | Evropský standard | Evropský standard | Evropský standard      |
| Do 55 kg   | Nadhoz     | 159 kg | Evropský standard | Evropský standard | Evropský standard      |
| Do 55 kg   | Dvojboj    | 291 kg | Evropský standard | Evropský standard | Evropský standard      |
| Do 61 kg   | Trh        | 142 kg | Evropský standard | Evropský standard | Evropský standard      |
| Do 61 kg   | Nadhoz     | 170 kg | Evropský standard | Evropský standard | Evropský standard      |
| Do 61 kg   | Dvojboj    | 309 kg | Evropský standard | Evropský standard | Evropský standard      |
| Do 67 kg   | Trh        | 151 kg | Evropský standard | Evropský standard | Evropský standard      |
| Do 67 kg   | Nadhoz     | 182 kg | Yusuf Fehmi Genç  | 9. prosinec 2022  | Bogota, Kolumbie       |
| Do 67 kg   | Dvojboj    | 327 kg | Evropský standard | Evropský standard | Evropský standard      |
| Do 73 kg   | Trh        | 160 kg | Daniyar İsmayilov | 6. duben 2021     | Moskva, Rusko          |
| Do 73 kg   | Nadhoz     | 192 kg | Božidar Andreev   | 9. duben 2019     | Batumi, Gruzie         |
| Do 73 kg   | Dvojboj    | 347 kg | Daniyar İsmayilov | 16. listopad 2019 | Gaziantep, Turecko     |
| Do 81 kg   | Trh        | 169 kg | Evropský standard | Evropský standard | Evropský standard      |
| Do 81 kg   | Nadhoz     | 208 kg | Karlos Nasar      | 12. prosinec 2021 | Taškent, Uzbekistán    |
| Do 81 kg   | Dvojboj    | 374 kg | Karlos Nasar      | 12. prosinec 2021 | Taškent, Uzbekistán    |
| Do 89 kg   | Trh        | 178 kg | Evropský standard | Evropský standard | Evropský standard      |
| Do 89 kg   | Nadhoz     | 221 kg | Karlos Nasar      | 20. duben 2023    | Jerevan, Arménie       |
| Do 89 kg   | Dvojboj    | 395 kg | Karlos Nasar      | 20. duben 2023    | Jerevan, Arménie       |
| Do 96 kg   | Trh        | 185 kg | Evropský standard | Evropský standard | Evropský standard      |
| Do 96 kg   | Nadhoz     | 222 kg | Jauheni Cichancou | 12. duben 2019    | Batumi, Gruzie         |
| Do 96 kg   | Dvojboj    | 400 kg | Jauheni Cichancou | 12. duben 2019    | Batumi, Gruzie         |
| Do 102 kg  | Trh        | 190 kg | Evropský standard | Evropský standard | Evropský standard      |
| Do 102 kg  | Nadhoz     | 228 kg | Evropský standard | Evropský standard | Evropský standard      |
| Do 102 kg  | Dvojboj    | 406 kg | Evropský standard | Evropský standard | Evropský standard      |
| Do 109 kg  | Trh        | 199 kg | Simon Martirosjan | 26. září 2019     | Pattaya, Thajsko       |
| Do 109 kg  | Nadhoz     | 240 kg | Simon Martirosjan | 9. listopad 2018  | Ašchabad, Turkmenistán |
| Do 109 kg  | Dvojboj    | 435 kg | Simon Martirosjan | 9. listopad 2018  | Ašchabad, Turkmenistán |
| Nad 109 kg | Trh        | 225 kg | Laša Talachadze   | 17. prosinec 2021 | Taškent, Uzbekistán    |
| Nad 109 kg | Nadhoz     | 267 kg | Laša Talachadze   | 17. prosinec 2021 | Taškent, Uzbekistán    |
| Nad 109 kg | Dvojboj    | 492 kg | Laša Talachadze   | 17. prosinec 2021 | Taškent, Uzbekistán    |

### Ženy
| Kategorie | Disciplína | Výkon  | Držitelka         | Datum stanovení   | Místo stanovení        |
| --------- | ---------- | ------ | ----------------- | ----------------- | ---------------------- |
| Do 45 kg  | Trh        | 82 kg  | Evropský standard | Evropský standard | Evropský standard      |
| Do 45 kg  | Nadhoz     | 105 kg | Evropský standard | Evropský standard | Evropský standard      |
| Do 45 kg  | Dvojboj    | 183 kg | Evropský standard | Evropský standard | Evropský standard      |
| Do 49 kg  | Trh        | 92 kg  | Mihaela Cambeiová | 15. duben 2023    | Jerevan, Arménie       |
| Do 49 kg  | Nadhoz     | 112 kg | Evropský standard | Evropský standard | Evropský standard      |
| Do 49 kg  | Dvojboj    | 198 kg | Mihaela Cambeiová | 15. duben 2023    | Jerevan, Arménie       |
| Do 55 kg  | Trh        | 98 kg  | Evropský standard | Evropský standard | Evropský standard      |
| Do 55 kg  | Nadhoz     | 122 kg | Evropský standard | Evropský standard | Evropský standard      |
| Do 55 kg  | Dvojboj    | 216 kg | Evropský standard | Evropský standard | Evropský standard      |
| Do 59 kg  | Trh        | 106 kg | Kamila Konotopová | 17. duben 2023    | Jerevan, Arménie       |
| Do 59 kg  | Nadhoz     | 129 kg | Kamila Konotopová | 17. duben 2023    | Jerevan, Arménie       |
| Do 59 kg  | Dvojboj    | 235 kg | Kamila Konotopová | 17. duben 2023    | Jerevan, Arménie       |
| Do 64 kg  | Trh        | 114 kg | Loredana Tomaová  | 6. duben 2021     | Moskva, Rusko          |
| Do 64 kg  | Nadhoz     | 136 kg | Loredana Tomaová  | 29. leden 2020    | Řím, Itálie            |
| Do 64 kg  | Dvojboj    | 249 kg | Loredana Tomaová  | 29. leden 2020    | Řím, Itálie            |
| Do 71 kg  | Trh        | 119 kg | Loredana Tomaová  | 12. prosinec 2021 | Bogota, Kolumbie       |
| Do 71 kg  | Nadhoz     | 145 kg | Evropský standard | Evropský standard | Evropský standard      |
| Do 71 kg  | Dvojboj    | 260 kg | Evropský standard | Evropský standard | Evropský standard      |
| Do 76 kg  | Trh        | 123 kg | Evropský standard | Evropský standard | Evropský standard      |
| Do 76 kg  | Nadhoz     | 151 kg | Evropský standard | Evropský standard | Evropský standard      |
| Do 76 kg  | Dvojboj    | 272 kg | Evropský standard | Evropský standard | Evropský standard      |
| Do 81 kg  | Trh        | 128 kg | Evropský standard | Evropský standard | Evropský standard      |
| Do 81 kg  | Nadhoz     | 157 kg | Evropský standard | Evropský standard | Evropský standard      |
| Do 81 kg  | Dvojboj    | 282 kg | Evropský standard | Evropský standard | Evropský standard      |
| Do 87 kg  | Trh        | 132 kg | Evropský standard | Evropský standard | Evropský standard      |
| Do 87 kg  | Nadhoz     | 163 kg | Evropský standard | Evropský standard | Evropský standard      |
| Do 87 kg  | Dvojboj    | 294 kg | Evropský standard | Evropský standard | Evropský standard      |
| Nad 87 kg | Trh        | 146 kg | Taťana Kaširinová | 13. duben 2019    | Batumi, Gruzie         |
| Nad 87 kg | Nadhoz     | 185 kg | Taťana Kaširinová | 10. listopad 2018 | Ašchabad, Turkmenistán |
| Nad 87 kg | Dvojboj    | 331 kg | Taťana Kaširinová | 13. duben 2019    | Batumi, Gruzie         |

## Seniorské evropské rekordy (1998–2018)
Stejně jako v případě světových rekordů, byly všechny evropské rekordy po změně hmotnostních kategorií v roce 1997 již historicky podruhé zamraženy. Ke změně hmotnostních kategorií od roku 1998 došlo v důsledku zařazení ženského vzpírání na Letní olympijské hry. Obdobně jako u světových rekordů bylo i pro stanovení nového evropského rekordu od roku 2005, kdy bylo zavedeno „kilové pravidlo“, třeba překonat původní hodnotu rekordu o celý jeden kilogram (do té doby stačilo v dílčích disciplínách překonat rekord o 0,5 kg a v olympijském dvojboji bylo třeba rekord překonat o 2,5 kg). V souvislosti s tím byly všechny platné rekordy, které měly hodnotu …,5 kg, bez výjimek poníženy na nejnižší celé číslo.

### Muži
| Kategorie  | Disciplína | Výkon  | Držitel             | Datum stanovení   | Místo stanovení          |
| ---------- | ---------- | ------ | ------------------- | ----------------- | ------------------------ |
| Do 56 kg   | Trh        | 138 kg | Halil Mutlu         | 4. listopad 2001  | Antalya, Turecko         |
| Do 56 kg   | Nadhoz     | 168 kg | Halil Mutlu         | 24. duben 2001    | Trenčín, Slovensko       |
| Do 56 kg   | Dvojboj    | 305 kg | Halil Mutlu         | 16. září 2000     | Sydney, Austrálie        |
| Do 62 kg   | Trh        | 150 kg | Nikolaj Pešalov     | 17. září 2000     | Sydney, Austrálie        |
| Do 62 kg   | Nadhoz     | 181 kg | Henadz Aljaščuk     | 15. listopad 2001 | Antalya, Turecko         |
| Do 62 kg   | Dvojboj    | 325 kg | Nikolaj Pešalov     | 26. duben 2000    | Sofie, Bulharsko         |
| Do 69 kg   | Trh        | 165 kg | Georgi Markov       | 20. září 2000     | Sydney, Austrálie        |
| Do 69 kg   | Nadhoz     | 196 kg | Galabin Boevski     | 20. září 2000     | Sydney, Austrálie        |
| Do 69 kg   | Dvojboj    | 357 kg | Galabin Boevski     | 24. listopad 1999 | Atény, Řecko             |
| Do 77 kg   | Trh        | 174 kg | Andranik Karapetjan | 10. srpen 2016    | Rio de Janeiro, Brazílie |
| Do 77 kg   | Nadhoz     | 210 kg | Oleg Perepečjonov   | 27. duben 2001    | Trenčín, Slovensko       |
| Do 77 kg   | Dvojboj    | 377 kg | Plamen Željazkov    | 27. březen 2002   | Dauhá, Katar             |
| Do 85 kg   | Trh        | 187 kg | Andrej Rybakou      | 22. září 2007     | Čiang Mai, Thajsko       |
| Do 85 kg   | Nadhoz     | 217 kg | Zlatan Vanev        | 23. listopad 2002 | Varšava, Polsko          |
| Do 85 kg   | Dvojboj    | 393 kg | Andrej Rybakou      | 22. září 2007     | Čiang Mai, Thajsko       |
| Do 94 kg   | Trh        | 188 kg | Akakios Kakiasvilis | 27. listopad 1999 | Atény, Řecko             |
| Do 94 kg   | Nadhoz     | 232 kg | Szymon Kołecki      | 29. duben 2000    | Sofie, Bulharsko         |
| Do 94 kg   | Dvojboj    | 412 kg | Akakios Kakiasvilis | 27. listopad 1999 | Atény, Řecko             |
| Do 105 kg  | Trh        | 200 kg | Andrej Aramnau      | 18. srpen 2008    | Peking, ČLR              |
| Do 105 kg  | Nadhoz     | 240 kg | David Bedžanjan     | 15. listopad 2014 | Almaty, Kazachstán       |
| Do 105 kg  | Dvojboj    | 436 kg | Andrej Aramnau      | 18. srpen 2008    | Peking, ČLR              |
| Nad 105 kg | Trh        | 220 kg | Laša Talachadze     | 5. prosinec 2017  | Anaheim, Spojené státy   |
| Nad 105 kg | Nadhoz     | 260 kg | Ronny Weller        | 3. květen 1998    | Riesa, Německo           |
| Nad 105 kg | Dvojboj    | 477 kg | Laša Talachadze     | 5. prosinec 2017  | Anaheim, Spojené státy   |

### Ženy
| Kategorie | Disciplína | Výkon  | Držitelka                | Datum stanovení   | Místo stanovení                       |
| --------- | ---------- | ------ | ------------------------ | ----------------- | ------------------------------------- |
| Do 48 kg  | Trh        | 97 kg  | Nurcan Taylanová         | 14. srpen 2004    | Atény, Řecko                          |
| Do 48 kg  | Nadhoz     | 117 kg | Sibel Özkanová           | 23. listopad 2009 | Kojang, Jižní Korea                   |
| Do 48 kg  | Dvojboj    | 210 kg | Nurcan Taylanová         | 15. srpen 2004    | Athény, Řecko                         |
| Do 53 kg  | Trh        | 95 kg  | Nurcan Taylanová         | 21. duben 2004    | Kyjev, Ukrajina                       |
| Do 53 kg  | Nadhoz     | 126 kg | Aylin Daşdelenová        | 6. listopad 2011  | Paříž, Francie                        |
| Do 53 kg  | Dvojboj    | 219 kg | Aylin Daşdelenová        | 6. listopad 2011  | Paříž, Francie                        |
| Do 58 kg  | Trh        | 112 kg | Bojanka Kostovová        | 23. listopad 2015 | Houston, Spojené státy                |
| Do 58 kg  | Nadhoz     | 140 kg | Bojanka Kostovová        | 23. listopad 2015 | Houston, Spojené státy                |
| Do 58 kg  | Dvojboj    | 252 kg | Bojanka Kostovová        | 23. listopad 2015 | Houston, Spojené státy                |
| Do 63 kg  | Trh        | 117 kg | Svetlana Carukajevová    | 8. listopad 2011  | Paříž, Francie                        |
| Do 63 kg  | Nadhoz     | 141 kg | Svetlana Šimkovová       | 3. květen 2006    | Władysławowo, Polsko                  |
| Do 63 kg  | Dvojboj    | 255 kg | Svetlana Carukajevová    | 8. listopad 2011  | Paříž, Francie                        |
| Do 69 kg  | Trh        | 123 kg | Oxana Slivenková         | 4. říjen 2006     | Santo Domingo, Dominikánská republika |
| Do 69 kg  | Nadhoz     | 157 kg | Zarema Kasajevová        | 13. listopad 2005 | Dauhá, Katar                          |
| Do 69 kg  | Dvojboj    | 276 kg | Oxana Slivenková         | 24. září 2007     | Čiang Mai, Thajsko                    |
| Do 75 kg  | Trh        | 135 kg | Natalja Zabolotná        | 17. prosinec 2011 | Bělgorod, Rusko                       |
| Do 75 kg  | Nadhoz     | 163 kg | Naděžda Jevsťuchinová    | 10. listopad 2011 | Paříž, Francie                        |
| Do 75 kg  | Dvojboj    | 296 kg | Natalja Zabolotná        | 17. prosinec 2011 | Bělgorod, Rusko                       |
| Do 90 kg  | Trh        | 130 kg | Viktorija Šajmardanovová | 21. srpen 2004    | Athény, Řecko                         |
| Do 90 kg  | Nadhoz     | 160 kg | Hripsimé Churšudjanová   | 25. září 2010     | Antalya, Turecko                      |
| Do 90 kg  | Dvojboj    | 283 kg | Hripsimé Churšudjanová   | 25. září 2010     | Antalya, Turecko                      |
| Nad 90 kg | Trh        | 155 kg | Taťana Kaširinová        | 16. listopad 2014 | Almaty, Kazachstán                    |
| Nad 90 kg | Nadhoz     | 193 kg | Taťana Kaširinová        | 16. listopad 2014 | Almaty, Kazachstán                    |
| Nad 90 kg | Dvojboj    | 348 kg | Taťana Kaširinová        | 16. listopad 2014 | Almaty, Kazachstán                    |